# Vale Inco
Vale (früher Vale Inco, CVRD Inco) ist eine kanadische Bergwerksgesellschaft mit Sitz in Toronto und Tochtergesellschaft des brasilianischen Bergbaukonzerns gleichen Namens. Vale wird rechtlich vom Mutterkonzern unabhängig in der Rechtsform einer Limited geführt. Das Unternehmen ist die weltweit zweitgrößte Fördergesellschaft von Nickelerzen und ein wichtiger Platinlieferant.

## Geschichte

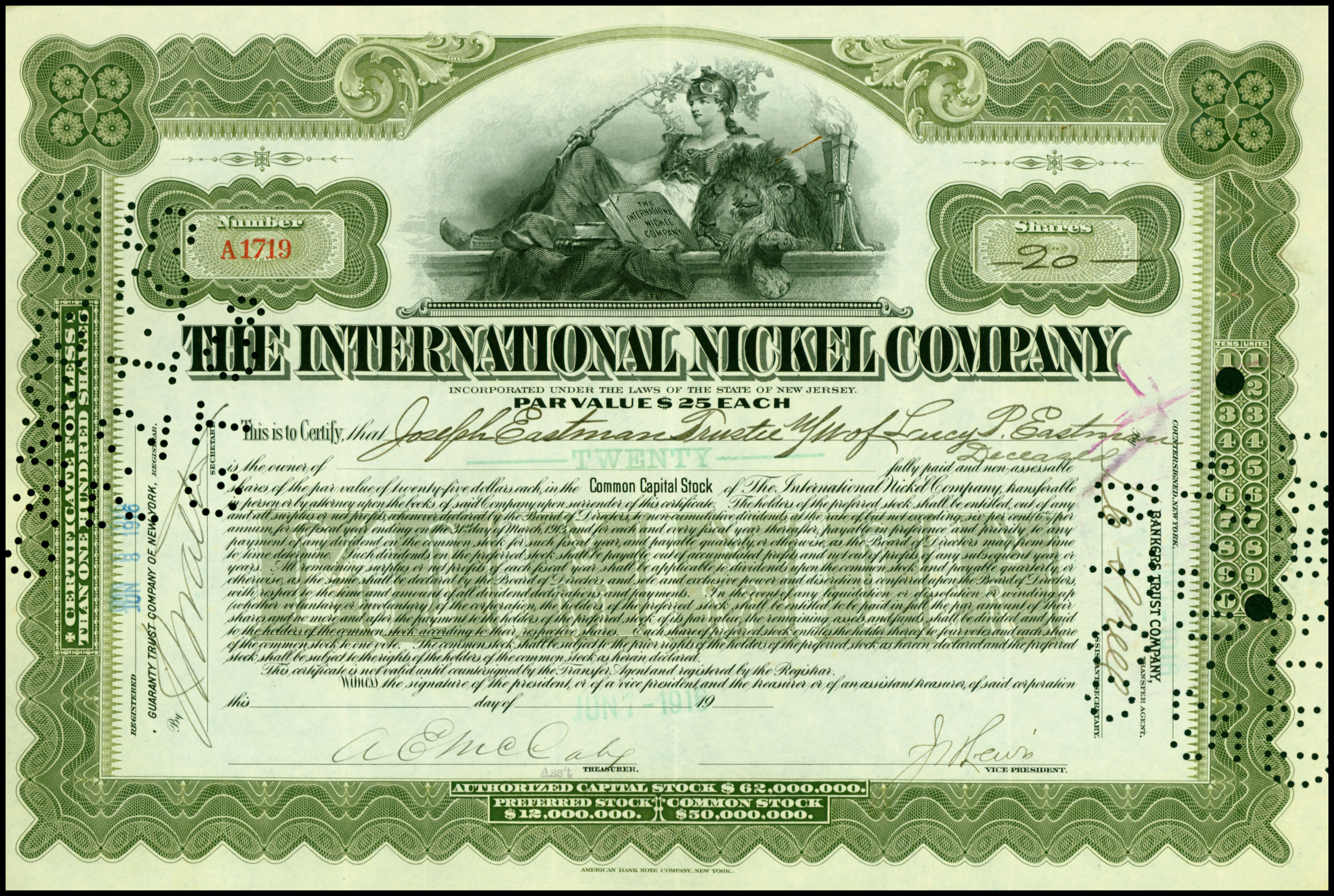
Aktie der International Nickel Company vom 7. Juni 1916

Logo bis 2007

Das Unternehmen wurde 1902 unter dem Namen International Nickel Company in New Jersey, USA gegründet im Zuge einer Fusion der Unternehmen Canadian Copper, Orford Copper Company, Société Minière Caledonienne und anderen.
Im Juni 2006 kündigte das US-amerikanische Montanunternehmen Phelps Dodge an, das kanadische Unternehmen zu erwerben. Es fand ein Bieterkampf um die Aktien statt, die sich im Streubesitz befanden. Der Sieger des Bieterwettkampfes war jedoch ein Unbeteiligter, die Companhia Vale do Rio Doce (CVRD). Das Unternehmen aus Brasilien teilte am 24. Oktober 2006 mit, dass CVRD 75 % der Inco-Aktien gekauft hat. So entstand der zweitgrößte Bergbaukonzern der Welt. Teil der Übernahmevereinbarung war, dass Inco als eigenständige Nickelabteilung der CVRD erhalten bleibt und auch die übrigen Nickelbergbauaktivitäten der Muttergesellschaft zugeteilt bekommt.
Am 29. November 2007 nannte sich der Mutterkonzern CVRD in Vale um und die Tochtergesellschaft CVRD Inco in Vale Inco. Seit Mai 2010 firmiert die ehemalige Inco wie das Mutterunternehmen unter dem Namen Vale und mit dem gleichen Logo.
In seinem Werk bei Greater Sudbury, Ontario, besitzt das Unternehmen mit dem Inco Superstack den zweithöchsten Schornstein der Erde. Weitere wichtige Standorte in Kanada sind Thompson, Port Colborne und Voisey’s Bay. Auch in Großbritannien (Acton und Clydach), Indonesien, Brasilien und Neukaledonien ist Vale aktiv.

## Bergwerke und Hütten

### Kanada
Ontario
- Coleman Mine
- Copper Cliff North Mine
- Copper Cliff South Mine
- Creighton Mine
- Frood Mine
- Garson Mine
- Stobie Mine
- Clarabelle Mill
- Totten Mine
- Copper Cliff Smelter (Inco Superstack)

Manitoba
- Birchtree Mine
- Thompson Mine

Neufundland und Labrador
- Voisey’s Bay Mine
- Long Harbour Nickel Processing Plant

### Rest der Welt
- PT Inco, Indonesien
- Neukaledonien